# Вулиця Михайла Коцюбинського (Дніпро)
Вулиця Михайла Коцюбинського — вулиця на північному сході Половиці у Шевченківському районі міста Дніпро.
Вулиця Коцюбинського є прямою та рівнинною; вона є продовженням осі вулиці Шолом-Алейхема; починається від колишнього центрального майдану запорізької слободи Половиця й згодом головної Успенської площі Катеринослава; йде на північ в сторону річки Дніпро; у кінцевій частині проїзна частина вулиці переходить у в'їзд на Центральний міст через річку Дніпро, а тротуари закінчуються на вулиці Князя Володимира Великого.
Прилучаються вулиці: Шолом-Алейхема, В'ячеслава Липинського, Глінки, Ламана, Князя Володимира Великого, а також Успенська площа.
Довжина вулиці — 350 м.

## Історія
Давня вулиця Половиці, що згодом стала Йорданською та Єврейською була інтегрована до генерального плану Катеринослава Івана Старова.

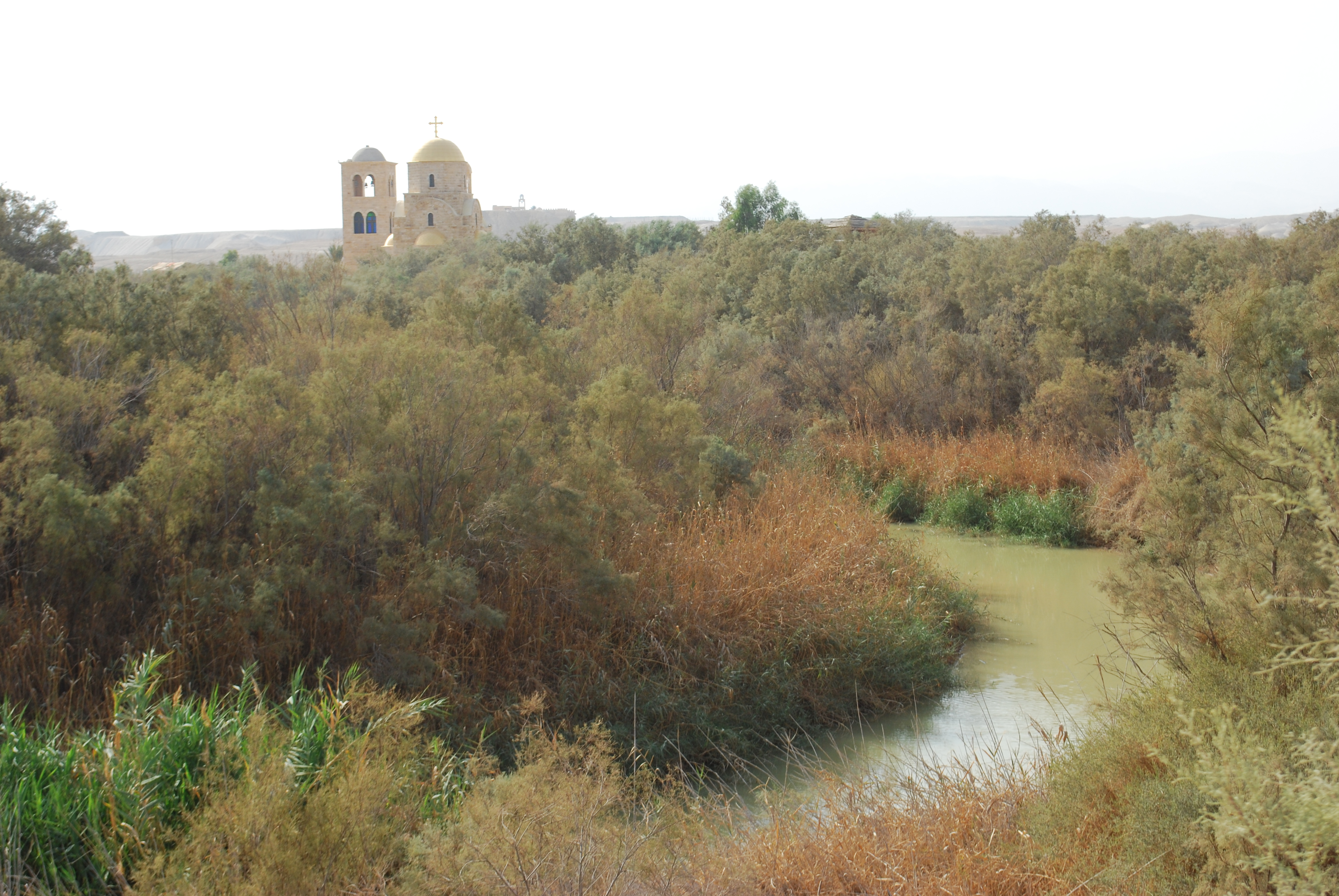
Місце водного хрещення Ісуса Христа на річці Йордан в Ізраїлі

За російської доби, у Катеринославі, називалася Йорданською вулицею, що відбиває звичай хресних ходів на Водохреща, від головної половецької й згодом катеринославської церкви на Успенській площі до місця водного хрещення на березі Дніпра. У самому кінці вулиці, в річці Дніпро влаштовували на свято Водохреща ополонку — «Йордань» за назвою річки Йордан у Стародавньому Ізраїлі, у якій прийняв водне хрещення від Івана Хрестителя Боголюдина Ісус Христос. Над Йорданню споруджувалася будівля, що мала вигляд каплиці, над якою прилаштовували хрест. Всередині було зображення, насамперед, хрещення Ісуса Христа. Після ритуалу водосвяття вода в річці вважалася священною, її набирали й відносили додому, кропили кути в будинках, поїли розслаблених та хворих.
Володимир Машуков зазначає: «Йорданська вулиця отримала назву, ймовірно, від хресних ходів, що чинять нею з Успенської церкви для водосвяття в річці Дніпро: 6 січня; в день переполовинення п'ятидесятниці й 1 серпня. Мешканцями цієї вулиці є переважно євреї й у свій час було навіть припущення здійснювати постійне водосвяття в рукаві Дніпра, навпроти Бураковського (тепер Богомоловського) острову, але проходження між деревами по вузьких, звивистих стежках Потьомкінського саду та крутий узвіз до нижньої частини саду виявилися занадто незручними для проходження хресного ходу… У 1899 року 1 серпня сюди було звершено хресну ходу з кафедрального собору й воду освячували на березі Потьомкінського саду між водокачкою та архієрейським садом».
Місцевість між сучасними Європейською й вулицею Коцюбинського залишалася вільним на всіх планах міста XIX століття. За генеральним планом Катеринослава 1817 року архітектора Вільяма Гесте саме тут запроєктовано великий майдан. З плином часу забудова наддніпровської території ущільнювалася. Лісова площа на північний захід від «Йордані» також поступово забудувалася, а решта, як і раніше залишалася вільною. Назва вулиці Йорданська вперше зустрічається на плані 1885 року. У 1897 році сюди провели трамвайну лінію «Вокзал — Йорданська», що за радянської влади мало номер маршруту № 3.

Згодом хресні ходи відбувалися не тільки на свято Водохреща, а також й на Пасху. Хресні ходи на Водохреща не проводилися у 1918—1921 роках. 1922 року хода від Свято-Троїцького собору на Водохреща була відновлена під наглядом Червоної армії: 
Після водосвячення красноармійці почали стріляти з рушниць, випустили голубів.
1922 року Йорданську вулицю більшовицька влада перейменовує на Халтуринську вулицю на честь російського терориста-народника Степана Халтуріна (1856—1882), який здійснив замах на життя російського імператора Олександра ІІ, підірвав бомбу у Зимовому палаці, у 1880 році після підриву якої було вбито 11 солдатів й 56 поранено.

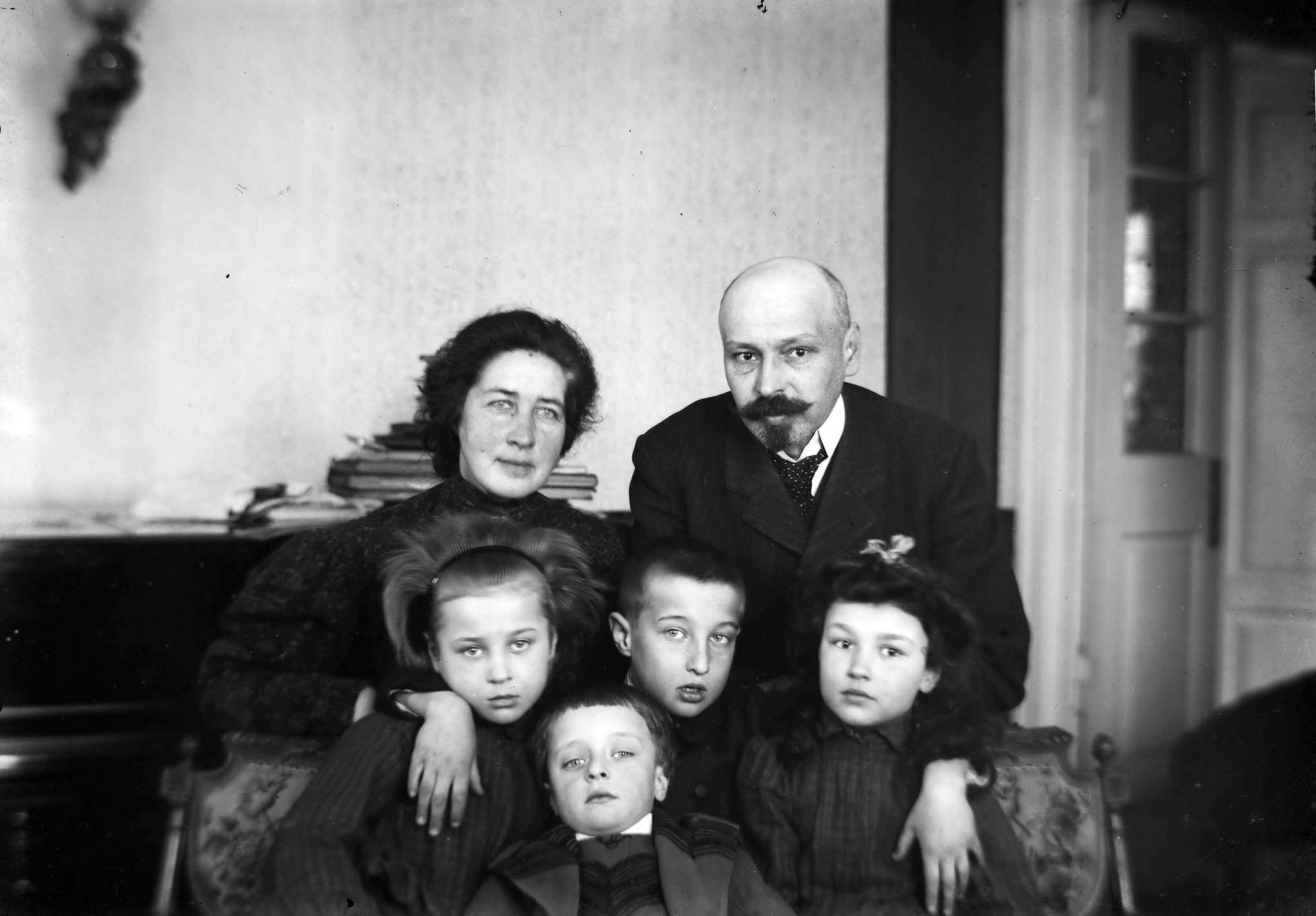
Михайло Коцюбинський з дружиною Вірою та дітьми (зліва на право): Іриною (дружина робітника НКВД), Романом (чекіст), Юрієм (більшовик, радянський діяч УСРР), Оксаною (червонокозачка, дружина радянського воєначальника)

1923 року вулицю перейменовано на честь видатного українського письменника — Михайла Коцюбинського (1864—1913), який, до речі, листувався з академіком Дмитром Яворницьким.
Останню хресну ходу від Свято-Успенського собору колишньою Йорданською вулицею здійснили 1926 року. А вже в рік «великого перелому», 1929 року більшовики закрили Хоральну синагогу на вулиці Шолом-Алейхема й замість неї єврейській громаді дозволили збиратися у будівлі на вулиці Коцюбинського № 7. Ця синагога стала єдиною залишеною будівлею кварталу, що знесли для будівництва багатофункціонального комплексу-кварталу «Міст-Сіті».
1936 року закрили православний Свято-Успенський собор, частково зруйнували й віддали під міську лікарню № 10.
У другій половині 1930-х років у місці, де вулиця підходила до Дніпра, звели першу ділянку Набережної.
У 1944 році інженерні війська спорудили дерев'яний міст, де вулиця підходила до Дніпра. Центральний міст замість дерев'яного відкрили у 1967 році до «50-ї річниці Великого Жовтня». Зі спорудженням мостів втрачено зв'язок вулиці Коцюбинського з Набережною й відтак вона стала складовою заїзду на Центральний міст й шляхом на лівобережжя міста.

## Будівлі
- № 7 — Мала Дніпровська синагога;
- № 10 — закинута катеринославська будівля;
- № 10а — закинута дерев'яна будівля.